# Trichogramma papilionis
Trichogramma papilionis är en stekelart som beskrevs av Nagarkatti 1974. Trichogramma papilionis ingår i släktet Trichogramma och familjen hårstrimsteklar. Inga underarter finns listade i Catalogue of Life.